# Grenskålskinn
Grenskålskinn (Aleurodiscus fennicus) är en svampart som tillhör divisionen basidiesvampar, och som beskrevs av Matti Laurila. Grenskålskinn ingår i släktet Aleurodiscus, och familjen Stereaceae. Enligt den finländska rödlistan är arten otillräckligt studerad i Finland. Enligt den svenska rödlistan är arten nationellt utdöd i Sverige. . Arten har tidigare förekommit i Övre Norrland men är numera lokalt utdöd. Artens livsmiljö är moskogar.